# 日本電波工業
日本電波工業株式会社（にほんでんぱこうぎょう、英: Nihon Dempa Kogyo Co., Ltd.）は、東京都渋谷区に本社を置く、日本の水晶デバイス製造メーカー。

## 概要
内製する人工水晶を材料として水晶振動子、水晶発振器、水晶フィルタ、光学用フィルタなどの水晶デバイスを製造している。また、医療用の超音波診断装置に使用される超音波探触子も製造している。最近では、周波数シンセサイザやQCMセンサも開発している。

## 沿革
- 1948年 - 会社設立。
- 1949年 - 水晶振動子の製造、販売を開始。
- 1954年 - 東京都渋谷区西原に本社を移転。
- 1958年 - 人工水晶育成の工業化に成功。
- 1959年 - 水晶フィルタの製造を開始。
- 1960年 - 水晶発振器の製造を開始。
- 1963年 - 株式を日本証券業協会に店頭登録。
- 1979年 - 弾性表面波フィルタ（SAWフィルタ）を開発・工業化。
- 1985年 - 狭山事業所本館竣工。
- 1990年
  - 3月 - 東京都新宿区西新宿に本社を移転。
  - 12月 - 東京証券取引所 市場第二部に上場。
- 1994年 - 中国江蘇省に蘇州日本電波工業有限公司を設立。
- 1998年 - 東京証券取引所 市場第一部に上場。
- 2004年 - 北海道千歳市に千歳テクニカルセンターを開設。
- 2005年 - 東京都渋谷区笹塚の笹塚NAビルに本社を移転。
- 2015年 - メルクマール京王笹塚に本社を移転。
- 2019年 - 中国江蘇省蘇州市に蘇州日電波電子工業有限公司を設立（工場移転）。
- 2020年 - 北海道函館市にNDK SAW devices（株）を設立。NDK SAW devices（株）の株式の51%を売却し、関連会社化。
- 2022年 - 東京証券取引所の市場区分の見直しにより市場第一部からプライム市場へ移行。

## 主な商品
- 水晶振動子
- 水晶発振器（SPXO・TCXO・VCXO・OCXO）
- 周波数シンセサイザ
- 信号発生器
- ミリ波コンバータ
- 人工水晶
- 光学製品
- QCMセンサ
- アウトガス分析システム
- 超音波プローブ（探索子）

## 事業所
- 本社（東京都渋谷区）
- 関西営業所（大阪府大阪市淀川区）
- 中部営業所（愛知県岡崎市）
- 狭山事業所（埼玉県狭山市）
- 千歳テクニカルセンター（北海道千歳市）

## 関連会社
- 古川エヌ・デー・ケー(株)（宮城県大崎市）
- 函館エヌ・デー・ケー(株)（北海道函館市）
- 他、海外（米国、中国、英国、イタリア、マレーシア等）に12の関連会社をもつ。

## 育成炉の爆発事故
2009年12月7日、日本電波工業の子会社NDK Crystal Inc.（米国イリノイ州）において、オートクレーブ（高圧力人工水晶育成炉）が爆発し、オートクレーブ本体、建物の外壁を吹き飛ばす事故を起こした。これにより同社敷地から数百メートル離れた現地の人が飛来した破片により死亡した。